# Hans Deppe
Hans Deppe (* 12. November 1897 in Berlin als Johannes Carl Otto Deppe; † 23. September 1969 ebenda) war ein deutscher Schauspieler, Filmregisseur und Filmproduzent.

## Leben und Arbeit
Hans Deppe, Sohn des Expedienten Otto Deppe, absolvierte eine kaufmännische Lehre und begann danach 1914 eine Ausbildung am Wiener Max-Reinhardt-Seminar. 1918 ging er nach Berlin, wo er am Königlichen Schauspielhaus volontierte und von 1921 bis 1928 als Charakterdarsteller an Max Reinhardts Deutschem Theater engagiert war. Er versuchte sich auch als Regisseur und erregte 1928 durch seine Inszenierung von Peter Martin Lampels Revolte im Erziehungsheim einiges Aufsehen. Mit Gerhard Bienert hatte er 1928 die „Gruppe junger Schauspieler“ gegründet und mit ihr als erstes deutsches Ensemble die Sowjetunion bereist. Gemeinsam mit Werner Finck und Rudolf Platte gründete er anschließend das Kabarett „Die Katakombe“. Sein Filmdebüt gab er in Lupu Picks 1930/31 gedrehtem Film Gassenhauer. Nebenrollen in erfolgreichen Filmen wie Phil Jutzis Berlin – Alexanderplatz (1931) und Ein blonder Traum (mit Lilian Harvey) folgten.
Hans Deppes erster selbst inszenierter Kinofilm war im Jahr 1934 die Theodor-Storm-Verfilmung Der Schimmelreiter, in dem er gemeinsam mit Curt Oertel Regie führte. Obwohl die beiden Regisseure das Gespenstische der Vorlage durch eine Dramatik ersetzten, die den Film in gewisse Nähe zur Blut-und-Boden-Ideologie rückt, blieb Der Schimmelreiter Deppes formal interessantester und bester Film, der auch von der Filmprüfstelle mit dem Prädikat „Künstlerisch besonders wertvoll“ ausgezeichnet wurde. Bis 1945 drehte er 30 weitere Filme, meist Komödien, Liebes- und Heimatfilme, die – wie Schloß Hubertus (1934), Scheidungsreise (1938), Gefährlicher Frühling (1943) und Der Majoratsherr (1944) – gelegentlich das Prädikat „Künstlerisch“ bzw. „Künstlerisch wertvoll“ erhielten. Deppes bevorzugte Hauptdarsteller, die er in vielen seiner Filme einsetzte, waren Hansi Knoteck und Paul Richter.
Als sich Deppe 1944 für einen Einsatz bei der Truppenbetreuung bewarb, wurde er vom Reichssicherheitshauptamt abgelehnt.  Grund dafür war Deppes Homosexualität, wegen der er in den Vorjahren polizeidienstlich erfasst worden war.
Nach dem Ende des Zweiten Weltkrieges fasste Hans Deppe als Regisseur schnell wieder Fuß. In den 1950er Jahren inszenierte er einige der Klassiker des deutschen Heimatfilms, wie Schwarzwaldmädel (1950), Grün ist die Heide (1951), Ferien vom Ich (1952), Heideschulmeister Uwe Karsten (1954), Der Pfarrer von Kirchfeld und Wenn die Alpenrosen blüh’n (beide 1955). 1953 verhalf er der jungen Romy Schneider in Wenn der weiße Flieder wieder blüht zu ihrem Filmdebüt. Von 1952 bis 1957 war er mit seiner Berliner H.D.-Film mehrmals zugleich Produzent seiner Filme. Sein vorletzter Kinofilm Robert und Bertram war eine freie Neuverfilmung von Hans H. Zerletts antisemitischem gleichnamigem Filmlustspiel als zeittypischer Schlager- und Heimatfilm ohne antisemitische Elemente.
In den 1960er Jahren arbeitete Hans Deppe wieder als Darsteller und wirkte in zahlreichen Fernsehproduktionen mit.
Deppes privates Interesse, so berichtete der Schauspieler Charles Regnier in einem Gespräch 1999, galt der Kunst des Puppentheaters. Kay Weniger bemerkte, der einstige politische Kabarettist habe es wie kein anderer Regisseur der Adenauer-Ära vermocht, die realen Probleme der frühen Nachkriegsjahre aus seinen Filmen konsequent zu verbannen und stattdessen Scheinprobleme zu kreieren.
Hans Deppe liegt auf dem Berliner Waldfriedhof Heerstraße begraben.
1998 kuratierte Wolfgang Theis für das Schwule Museum Berlin die Ausstellung „König des Heimatfilms – Hommage an Hans Deppe“.

## Filmografie

### Als Regisseur
- 1934: Die rosarote Brille (Kurz-Spielfilm)
- 1934: Die kleinen Verwandten (Kurz-Spielfilm)
- 1934: Der Schimmelreiter (auch Drehbuch, Darsteller)
- 1934: Schloß Hubertus
- 1934: Herr Kobin geht auf Abenteuer
- 1934: Ferien vom Ich
- 1934: Bums, der Scheidungsgrund (Kurz-Spielfilm)
- 1935: Nacht der Verwandlung/Demaskierung
- 1935: Die Heilige und ihr Narr
- 1935: Der mutige Seefahrer
- 1935: Der Außenseiter
- 1936: Die Drei um Christine
- 1936: Straßenmusik
- 1936: Drei tolle Tage
- 1936: Der Jäger von Fall
- 1937: Das schöne Fräulein Schragg
- 1937: Meiseken
- 1937: Das Schweigen im Walde
- 1937: 2 × 2 im Himmelbett
- 1938: Gewitter im Mai
- 1938: Narren im Schnee
- 1938: Scheidungsreise
- 1939: Die kluge Schwiegermutter
- 1939: Das Ekel
- 1940: Verwandte sind auch Menschen
- 1940: Der Sündenbock
- 1941: Der laufende Berg
- 1941: Heimaterde
- 1943: Der Ochsenkrieg
- 1943: Der kleine Grenzverkehr
- 1943: Gefährlicher Frühling
- 1944: Der Majoratsherr
- 1944/49: Wie sagen wir es unseren Kindern?
- 1945: Ein Mann wie Maximilian
- 1947: Kein Platz für Liebe (auch Drehbuch)
- 1949: Die Kuckucks
- 1949: Die Freunde meiner Frau
- 1949: Man spielt nicht mit der Liebe
- 1950: Eine Nacht im Séparée
- 1950: Schwarzwaldmädel
- 1951: Es geht nicht ohne Gisela
- 1951: Grün ist die Heide
- 1952: Ferien vom Ich (auch Produzent)
- 1952: Der Fürst von Pappenheim
- 1952: Das Land des Lächelns
- 1953: Fräulein Casanova
- 1953: Heimlich, still und leise (auch Produzent)
- 1953: Wenn der weiße Flieder wieder blüht
- 1954: Die sieben Kleider der Katrin (auch Produzent)
- 1954: Heideschulmeister Uwe Karsten (auch Produzent)
- 1954: Die tolle Lola
- 1955: Sohn ohne Heimat (auch Produzent)
- 1955: Die Frau des Botschafters
- 1955: Der Pfarrer von Kirchfeld (auch Produzent)
- 1955: Wenn die Alpenrosen blüh’n (Künstlerische Oberleitung, auch Produzent)
- 1955: Ihr Leibregiment (auch Darsteller)
- 1956: Der Fremdenführer von Lissabon (auch Mit-Produzent)
- 1956: Tausend Melodien
- 1956: Mein Bruder Josua
- 1956: Solange noch die Rosen blühn (auch Produzent)
- 1957: Unter Palmen am blauen Meer
- 1957: Alle Wege führen heim
- 1958: Immer die Radfahrer
- 1958: 13 kleine Esel und der Sonnenhof
- 1959: So angelt man keinen Mann
- 1959: Mandolinen und Mondschein
- 1959: Kein Mann zum Heiraten
- 1959: Gitarren klingen leise durch die Nacht
- 1959: Der Haustyrann
- 1960: Wenn die Heide blüht
- 1961: Robert und Bertram
- 1962: Unsere Jenny (TV)
- 1962: Muß i denn zum Städtele hinaus
- 1966: Wie lernt man Reisen? (TV)

### Als Darsteller
- 1931: Gassenhauer
- 1931: Berlin – Alexanderplatz
- 1931: Stürme der Leidenschaft
- 1932: Zwei Herzen und ein Schlag
- 1932: Der Sieger
- 1932: Ein blonder Traum
- 1933: Die Wette
- 1933: Eine Stadt steht Kopf
- 1933: Großstadtnacht
- 1933: Eine Tür geht auf
- 1933: Ich und die Kaiserin
- 1933: Ein gewisser Herr Gran
- 1933: Hitlerjunge Quex
- 1933: Die schönen Tage von Aranjuez
- 1933: Der Stern von Valencia
- 1934: Pappi
- 1934: Frau Eva wird mondain! (Kurz-Spielfilm)
- 1948: Berliner Ballade
- 1962: Freddy und das Lied der Südsee
- 1963: Der Fall Rohrbach (TV-Mehrteiler)
- 1965: Man soll den Onkel nicht vergiften (TV)
- 1966: Förster Horn (TV-Serie, Folge Das Jubiläum)
- 1966: Socialaristokraten (TV)
- 1967: Der Mann aus dem Bootshaus (TV)
- 1968: Unwiederbringlich (TV)
- 1969: Mathilde Möhring (TV)
- 1969: Zwei ahnungslose Engel (TV)
- 1970: Nicht nur zur Weihnachtszeit (TV)

## Theater
- 1960: Jacques Audiberti: Äpfelchen Äpfelchen – Regie: Horst Balzer ( Renaissance-Theater Berlin)

## Hörspiele
- 1947: Peter Wiszwede: Das alte Puppenspiel von Doktor Faust (Hanswurst) – Regie: Karl Heinz Riepenhausen (Berliner Rundfunk)